# Rzeźba Kota Niezależnego Cyryla w Warszawie
Rzeźba Kota Niezależnego Cyryla – pomnik z brązu znajdujący się na warszawskim Gocławiu, w Parku Nad Balatonem.

## Opis
Pomysłodawcą rzeźby Kota Niezależnego Cyryla była Dorota Szulc-Wojtasik z magazynu „Cztery Łapy”. Projekt wykonała Bogna Czechowska, malarka i rzeźbiarka, absolwentka Akademii Sztuk Pięknych w Warszawie, zajmująca się także fotografią, ilustracją i projektowaniem wnętrz (jest ona także twórczynią pomnika Szczęśliwego Psa, znajdującego się na Polu Mokotowskim w Warszawie). Imię dla kota wybrali w plebiscycie internauci. Fundusze na realizację projektu pochodziły od sponsorów, producentów artykułów dla zwierząt. Patronami honorowymi inicjatywy są: Polskie Stowarzyszenie Lekarzy Weterynarii Małych Zwierząt, Polska Federacja Felinologiczna Felis Polonia oraz Fundacja VIVA! Akcja dla Zwierząt.
Pomnik odsłonięto 29 maja 2011. Odsłonięcia rzeźby dokonała jego matka chrzestna Olga Bończyk; ojcem chrzestnym jest Robert Janowski. 
Pomnik jest symbolem szacunku i miłości człowieka do zwierząt oraz ma symbolizować bezdomne koty. W rocznicę odsłonięcia pomnika są przyznawane „Cyryle”, którymi miesięcznik „Cztery Łapy” nagradza osoby działające na rzecz wolno żyjących kotów.
Jest to kolejny polski pomnik kota. Innym jest np. pomnik kotów Filemona i Bonifacego na szlaku Łodzi Bajkowej, poświęcony bohaterom filmów rysunkowych. 

## Galeria

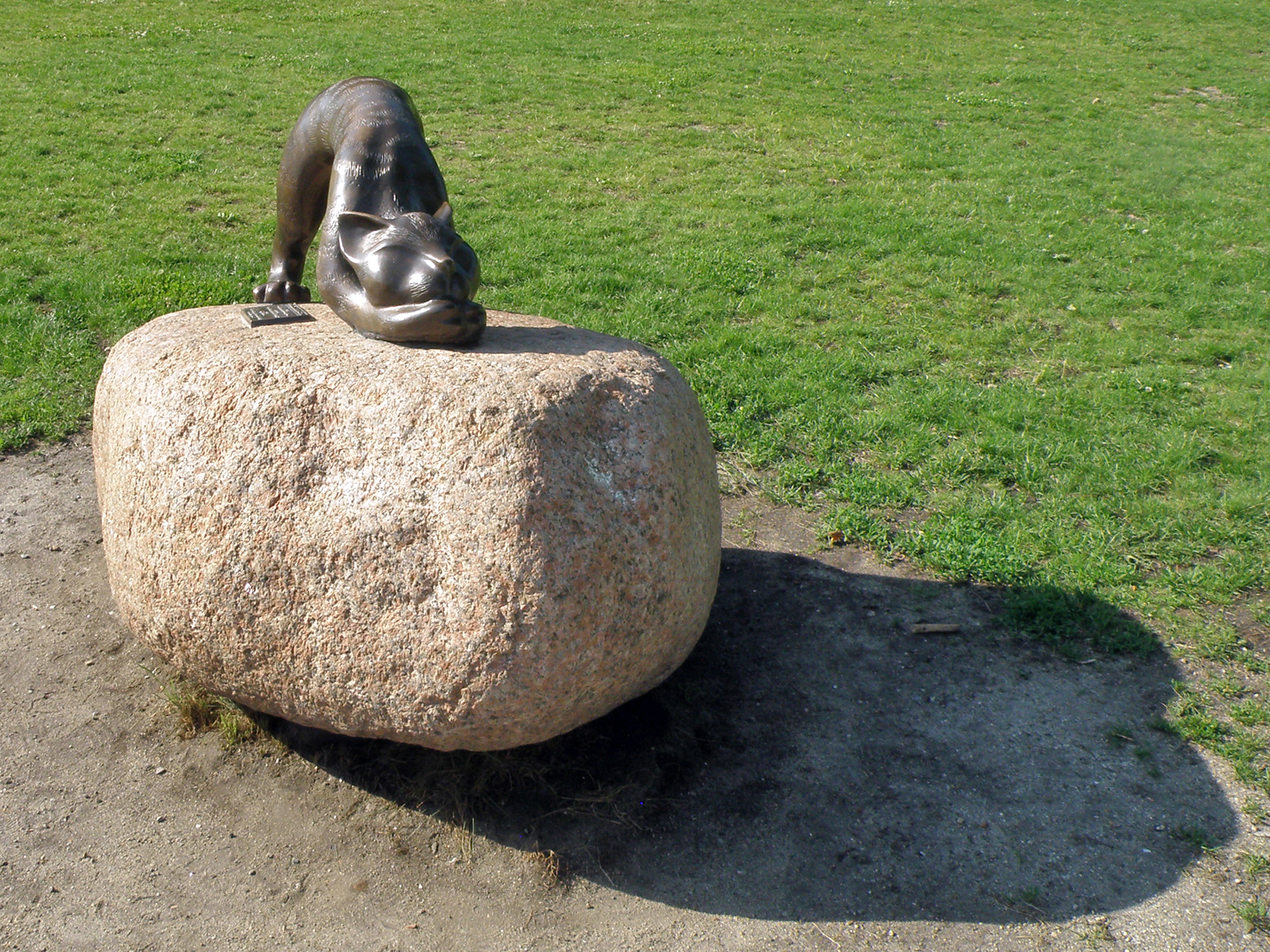
Rzeźba Kota Niezależnego Cyryla
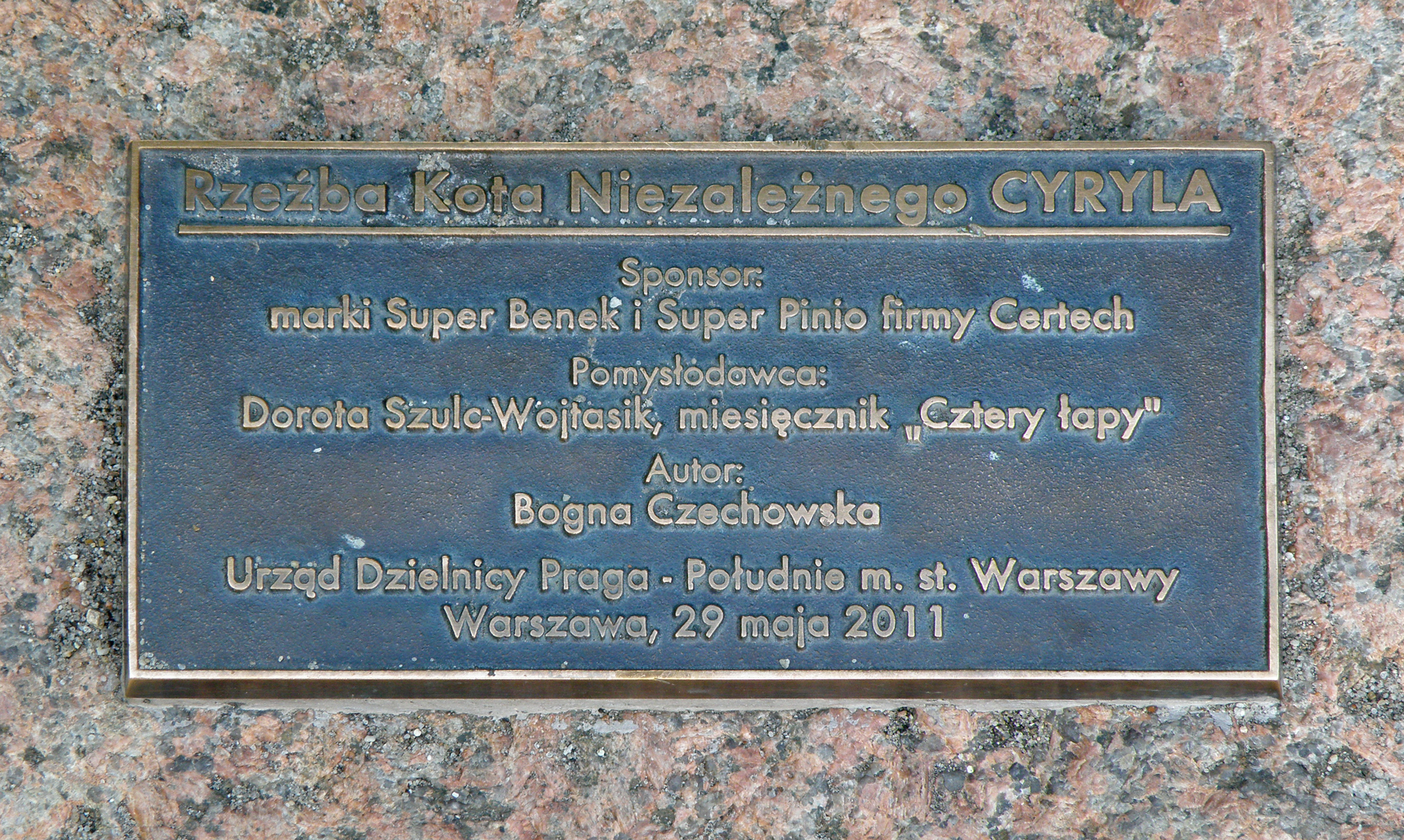
Tablica informacyjna na pomniku